# جيلاني سميث
جيلاني سميث هو لاعب كرة قدم كندي في مركز الدفاع، ولد في 1991 في ميسيساغا في كندا. لعب مع York Region Shooters ‏.